# Contrarreloj masculina sub-23 en el Campeonato Mundial de Ruta

Maillot arcoíris otorgado al campeón de la prueba

La prueba de contrarreloj masculina sub-23 en el Campeonato Mundial de Ciclismo en Ruta se realiza desde el Mundial de 1994.

## Palmarés
| Núm.     | Año         | Sede                         | Oro                             | Plata                            | Bronce                                |
| -------- | ----------- | ---------------------------- | ------------------------------- | -------------------------------- | ------------------------------------- |
| I – LXII | 1927 – 1995 | No realizados                | No realizados                   | No realizados                    | No realizados                         |
| LXIII    | 1996        | Lugano · ( Suiza)            | Luca Sironi · Italia            | Roberto Sgambelluri · Italia     | Andreas Klöden · Alemania             |
| LXIV     | 1997        | San Sebastián · ( España)    | Fabio Malberti · Italia         | László Bodrogi · Hungría         | David George Sudáfrica                |
| LXV      | 1998        | Valkenburg · ( Países Bajos) | Thor Hushovd · Noruega          | Frédéric Finot Francia           | Gianmario Ortenzi · Italia            |
| LXVI     | 1999        | Treviso · ( Italia)          | José Iván Gutiérrez · España    | Michael Rogers Australia         | Yevgueni Petrov · Rusia               |
| LXVII    | 2000        | Plouay ( Francia)            | Yevgueni Petrov · Rusia         | Fabian Cancellara · Suiza        | Michael Rogers Australia              |
| LXVIII   | 2001        | Lisboa ( Portugal)           | Danny Pate Estados Unidos       | Sebastian Lang · Alemania        | James Perry Australia                 |
| LXIX     | 2002        | Zolder · ( Bélgica)          | Tomas Vaitkus · Lituania        | Alexandr Bespalov · Rusia        | Sérgio Paulinho Portugal              |
| LXX      | 2003        | Hamilton · ( Canadá)         | Markus Fothen · Alemania        | Niels Scheuneman · Países Bajos  | Alexandr Bespalov · Rusia             |
| LXXI     | 2004        | Verona · ( Italia)           | Janez Brajkovič Eslovenia       | Thomas Dekker · Países Bajos     | Vincenzo Nibali · Italia              |
| LXXII    | 2005        | Madrid · ( España)           | Mijaíl Ignatiev · Rusia         | Dmytro Grabovsky · Ucrania       | Peter Latham Nueva Zelanda            |
| LXXIII   | 2006        | Salzburgo · ( Austria)       | Dominique Cornu · Bélgica       | Mijaíl Ignatiev · Rusia          | Jérôme Coppel Francia                 |
| LXXIV    | 2007        | Stuttgart · ( Alemania)      | Lars Boom · Países Bajos        | Mijail Ignatiev · Rusia          | Jérôme Coppel Francia                 |
| LXXV     | 2008        | Varese · ( Italia)           | Adriano Malori · Italia         | Patrick Gretsch · Alemania       | Cameron Meyer Australia               |
| LXXVI    | 2009        | Mendrisio · ( Suiza)         | Jack Bobridge Australia         | Nélson Oliveira Portugal         | Patrick Gretsch · Alemania            |
| LXXVII   | 2010        | Melbourne ( Australia)       | Taylor Phinney Estados Unidos   | Luke Durbridge Australia         | Marcel Kittel · Alemania              |
| LXXVIII  | 2011        | Copenhague ( Dinamarca)      | Luke Durbridge Australia        | Rasmus Quaade Dinamarca          | Michael Hepburn Australia             |
| LXXIX    | 2012        | Valkenburg · ( Países Bajos) | Anton Vorobiev · Rusia          | Rohan Dennis Australia           | Damien Howson Australia               |
| LXXX     | 2013        | Florencia · ( Italia)        | Damien Howson Australia         | Yoann Paillot Francia            | Lasse Norman Hansen Dinamarca         |
| LXXXI    | 2014        | Ponferrada · ( España)       | Campbell Flakemore Australia    | Ryan Mullen Irlanda              | Stefan Küng · Suiza                   |
| LXXXII   | 2015        | Richmond ( Estados Unidos)   | Mads Würtz Schmidt Dinamarca    | Maximilian Schachmann · Alemania | Lennard Kämna · Alemania              |
| LXXXIII  | 2016        | Doha ( Catar)                | Marco Mathis · Alemania         | Maximilian Schachmann · Alemania | Miles Scotson Australia               |
| LXXXIV   | 2017        | Bergen · ( Noruega)          | Mikkel Bjerg Dinamarca          | Brandon McNulty Estados Unidos   | Corentin Ermenault Francia            |
| LXXXV    | 2018        | Innsbruck · ( Austria)       | Mikkel Bjerg Dinamarca          | Brent Van Moer · Bélgica         | Mathias Norsgaard Jørgensen Dinamarca |
| LXXXVI   | 2019        | Yorkshire ( Reino Unido)     | Mikkel Bjerg Dinamarca          | Ian Garrison Estados Unidos      | Brandon McNulty Estados Unidos        |
| LXXXVII  | 2020        | Imola · ( Italia)            | No realizado                    | No realizado                     | No realizado                          |
| LXXXVIII | 2021        | Flandes · ( Bélgica)         | Johan Price-Pejtersen Dinamarca | Lucas Plapp Australia            | Florian Vermeersch · Bélgica          |
| LXXXIX   | 2022        | Wollongong ( Australia)      | Søren Wærenskjold · Noruega     | Alec Segaert · Bélgica           | Leo Hayter Reino Unido                |
| XC       | 2023        | Stirling ( Reino Unido)      | Lorenzo Milesi · Italia         | Alec Segaert · Bélgica           | Hamish McKenzie Australia             |
| XCI      | 2024        | Zúrich · ( Suiza)            | Iván Romeo · España             | Jakob Söderqvist · Suecia        | Jan Christen · Suiza                  |

## Medallero histórico
- Actualizado a Zúrich 2024.

| Núm. | País           | Oro | Plata | Bronce | Total |
| ---- | -------------- | --- | ----- | ------ | ----- |
| 1    | Dinamarca      | 5   | 1     | 2      | 8     |
| 2    | Australia      | 4   | 4     | 7      | 15    |
| 3    | Italia         | 4   | 1     | 2      | 7     |
| 4    | Rusia          | 3   | 3     | 2      | 8     |
| 5    | Alemania       | 2   | 4     | 4      | 10    |
| 6    | Estados Unidos | 2   | 2     | 1      | 5     |
| 7    | España         | 2   | 0     | 0      | 2     |
| 7    | Noruega        | 2   | 0     | 0      | 2     |
| 9    | Bélgica        | 1   | 3     | 1      | 5     |
| 10   | Países Bajos   | 1   | 2     | 0      | 3     |
| 11   | Eslovenia      | 1   | 0     | 0      | 1     |
| 11   | Lituania       | 1   | 0     | 0      | 1     |
| 13   | Francia        | 0   | 2     | 3      | 5     |
| 14   | Suiza          | 0   | 1     | 2      | 3     |
| 15   | Portugal       | 0   | 1     | 1      | 2     |
| 16   | Irlanda        | 0   | 1     | 0      | 1     |
| 16   | Hungría        | 0   | 1     | 0      | 1     |
| 16   | Suecia         | 0   | 1     | 0      | 1     |
| 16   | Ucrania        | 0   | 1     | 0      | 1     |
| 20   | Nueva Zelanda  | 0   | 0     | 1      | 1     |
| 20   | Reino Unido    | 0   | 0     | 1      | 1     |
| 20   | Sudáfrica      | 0   | 0     | 1      | 1     |
|      | TOTAL          | 28  | 28    | 28     | 84    |